# スクトサウルス
スクトサウルス（学名：Scutosaurus）は、絶滅したパレイアサウルス科の爬虫類の属。属名は体中に散在する大型の皮骨板にちなむ。他の爬虫類とは異なり、体の直下に位置する脚により自重を支えていた。四肢は頑強で体型もずんぐりとしていたほか、頭骨の左右にフリルが突出している点が特徴である。当時における大型の植物食動物であった。

## 研究史

### 発見から原記載まで

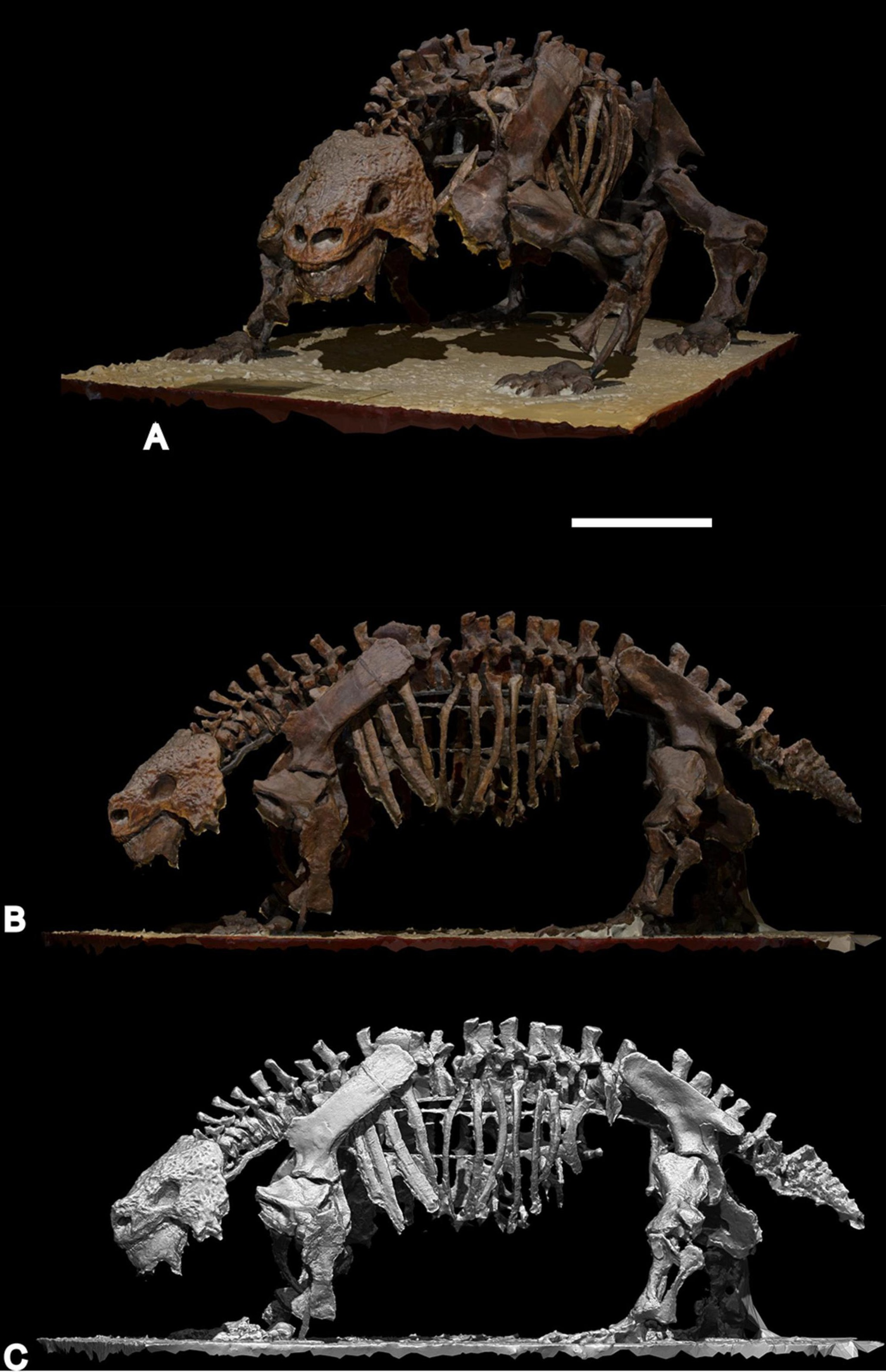
PIN 2005/1537

最初の化石は、ロシアの北西連邦管区のアルハンゲリスク州を流れる北ドヴィナ川の上部ペルム系の堆積物中の動植物種を整理している際に、同国の古生物学者ウラジミール・アマリツキーにより公表された。アマリツキーは1899年に発掘サイトを発見し、彼と妻のアン・アマリツキーは1914年まで発掘を続け、異なる動物から構成される集団に属するほぼ完全でかつ関節した骨格を数多く発見した。第一次世界大戦のため、これらの標本の記載は遅れることとなった。1917年にイギリスの動物学者デービッド・M・S・ワトソンは肩甲烏口骨の復元にキャプションを付け、パリアサウルス・カルピンスキィ（Pariasaurus Karpinskyi）と命名した。この記載はPIN 2005/1535 に基づくものだった。その年の下旬にアマリツキーは死去し、死後（1922年）に発表された実際の学名はパレイオサウルス・カルピンスキィ（"Pareiosaurus" karpinskii）となり、ホロタイプ標本はより完全な骨格 PIN 2005/1532 とされた。3つの部分的な頭骨も発見されていたが、アマリツキーはこれら3標本を新種 "P. elegans"、"P. tuberculatus"、"P. horridus" に分類することを決めていた。

### 新属としての独立と綴り
パリアサウルス（"Pariasaurus"）とパレイオサウルス（"Pareiosaurus"）はいずれも南アフリカ共和国のパレイアサウルス（Pareiasaurus）のスペルミスである。1930年にソビエト連邦の古脊椎動物学者 Aleksandra Paulinovna Anna Hartmann-Weinberg は北ドヴィナ川から産出したパレイアサウルスの標本は1種のみであると主張し、また新属として分類できるほどパレイアサウルスと相違点があると述べた。アマリツキーはパレイオサウルスというユニークな属名を使用していたものの、これは単なるミスであったため、彼女はパレイオサウルスをパレイアサウルスのジュニアシノニムとし、新属スクトサウルス属を創設した。スクトサウルスという属名は日本語に訳すと「盾トカゲ」を意味する。
なおこのとき、彼女は種小名のスペルを karpinskyi に改めたが、1937年には karpinskii に変更した。ワトソンが自信の論文の綴りを本種の公式な記載として明示していなかったことと、karpinskii の綴りが普及していたことを踏まえ、2001年にオーストラリアの生物学者S・Y・リーは 動物命名法国際審議会に対して karpinskyi の綴りを公式に無効にするよう、そして著者名の引用を Amalitskii, 1922 に定めるよう嘆願した。

### ジュニアシノニムとしての扱い
スペルミスの是正と並行して、スクトサウルスの種は新種記載とジュニアシノニム化が続いていた。Hartmann-Weinbergは種小名のスペル変更と共に、部分的な頭骨 PIN 156/2 に基づいてもう一つの新属 Proelginia permiana を創設した。Proelginia は1968年にロシアの古生物学者 N. N. Kalandadze らによりスクトサウルスのジュニアシノニムとして扱われた。
1987年にロシアの古生物学者 Mikhail Feodosʹevich Ivakhnenko は 頭骨断片 PIN 3919 に基づいて新種 S. itilensis を記載し、S. tuberculatus を復活させたが、2000年にリーがこれらの記載の正当性を否定している。

## 層序
スクトサウルスは北ドヴィナ川の産地において一般的な化石であり、完全度の高い6体以上の骨格と、単離した無数の体骨格や頭骨要素および皮骨板から知られている。スクトサウルスの標本は全て Upper Tatarian (Vyatskian) Russian faunal stage から産出しており、これは上部ペルム系のローピンジアン統におおまかに対応する。1996年にロシアの古生物学者 Valeriy K. Golubev は産地の faunal zones を記載し、スクトサウルスのゾーンをおおよそ中部ウーチャーピンジアン階から中部チャンシンジアン階とした。これは前期ウーチャーピンジアン期から始まる "Proelginia" stage から続くものである。

## 解剖学

### 頭骨

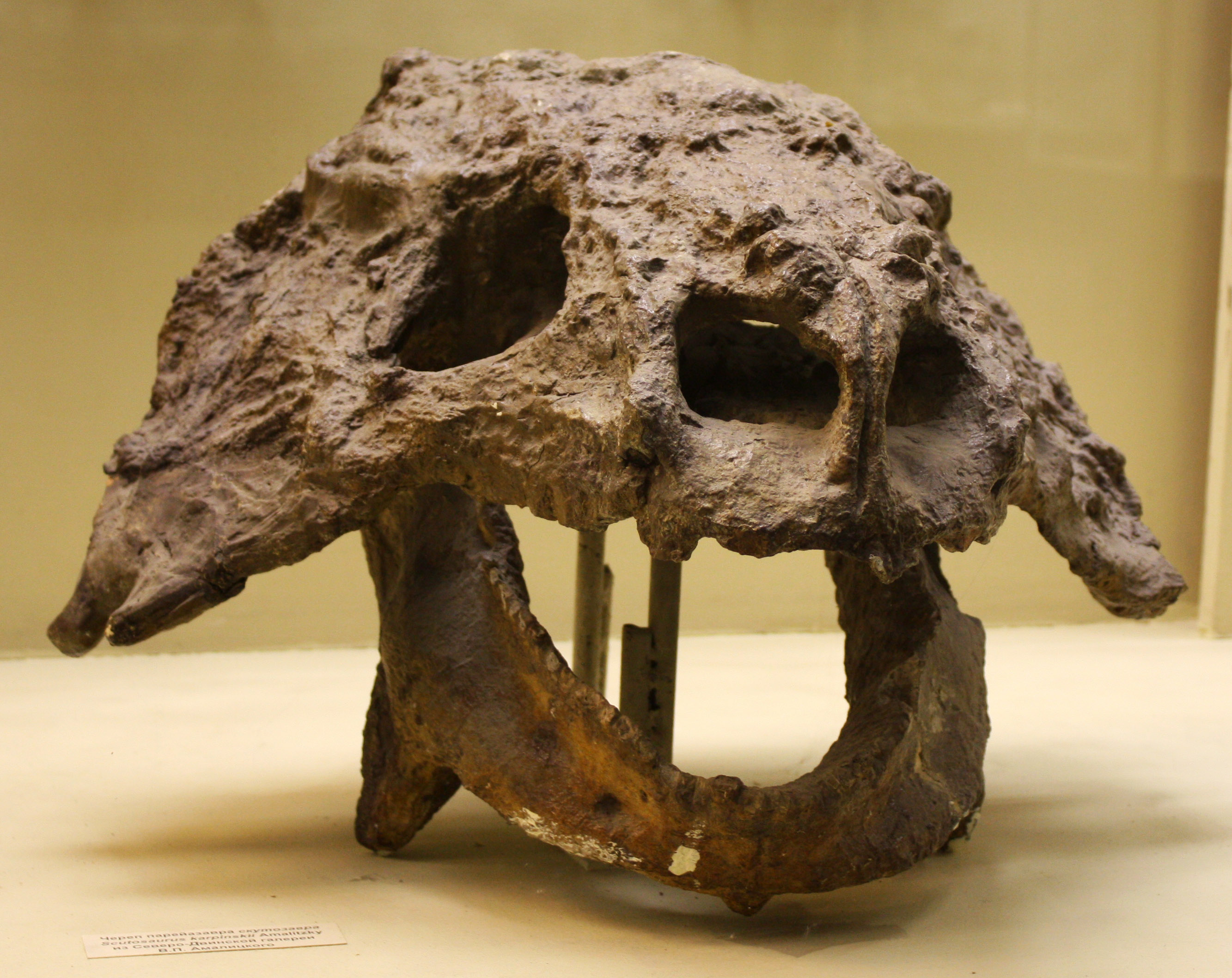
スクトサウルスの頭骨

頭部は平たい。頬骨は大きく膨らんでいて、先端が長く尖っている。頭骨の装飾突起は他のパレイアサウルス類よりも一般に卓越する。上顎骨には鼻孔のすぐ後方に角が存在する。口蓋骨の後方には2つの大型の穴が存在する。全てのパレイアサウルス類は幅広な吻部に密に詰まった、ブレード状の、高い異歯性の歯を有する。咬頭の数は歯や種によって異なる。スクトサウルスでは上顎に18本の歯（咬頭は9 - 11個）、下顎に16本の歯（咬頭は13 - 17個）が生えている。上顎歯の先端はやや外側を向いている。下顎の歯の舌側には三角形の稜が、両顎のランダムな歯に帯（cingulum）がある。他のパレイアサウルス類と異なり、スクトサウルスは頭骨の基底において basal tubera の間に小型の結節が存在する。

### ポストクラニアル
パレイアサウルス類はペルム紀において最大の陸棲爬虫類であった。スクトサウルスは遥かに大型のパレイアサウルス類で、全長は約2.5 - 3メートルであった。全身は中央に棘を有する装飾突起を持つ粗い皮骨板に覆われていたと思われる。これらの皮骨板は互いに大きく離れていたが、エルギニアと同様に肩帯や腰帯の付近で密集する。四肢には円錐形の小型のstudが備わる。パレイアサウルス類は短い胴体と尾が特徴的であり、スクトサウルスの場合では仙椎よりも前の椎骨は19個である。パレイアサウルス類はペルム紀の植物食の四足動物のうち最も一般的な動物で、大型の体躯と樽型の胸郭、そして頑強な四肢・肩帯・腰帯を有する。パレイアサウルス類の肩甲骨は大型かつ板状であり、腕の方へ僅かに拡大していて、垂直方向に向いている。肩峰は初期のカメと同様に短くかつ鈍く、肩甲骨の底部に位置する。関節した標本においては、鎖骨と肩甲骨の間に小さなギャップが存在する。初期のパレイアサウルス類では肩甲骨に沿って擬鎖骨が伸びているが、スクトサウルスを含む後期のパレイアサウルス類では失われている。趾骨と指骨（手足の指）は短い。胴椎は短く、高く、頑強で、大型かつ強く湾曲した肋骨を支持する。幅広な胴体には大型の消化器が収納されていた可能性がある。

## 古生物学

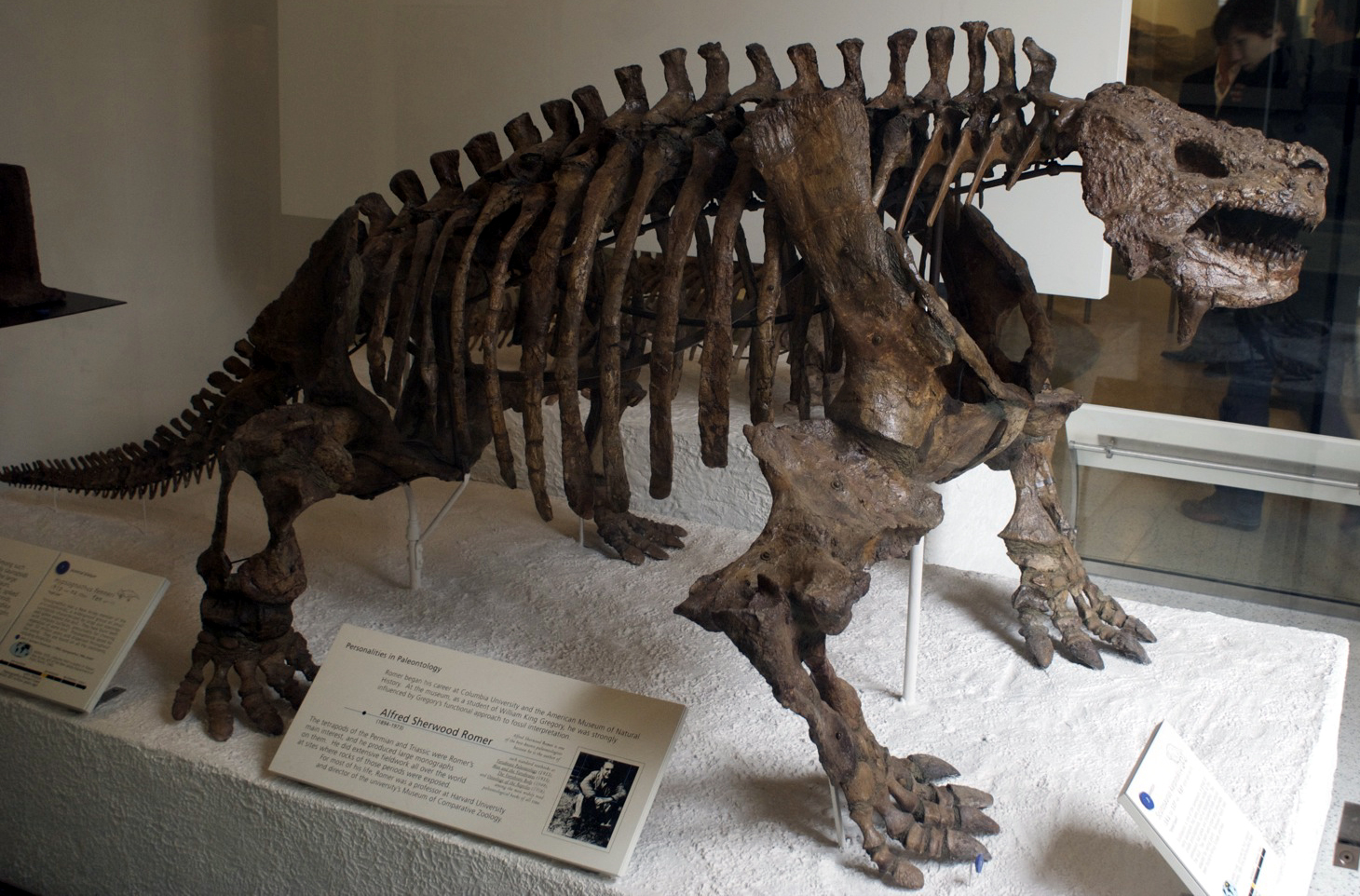
アメリカ自然史博物館にて、四肢を立てた姿勢での復元骨格

スクトサウルスは頑強な体格をした爬虫類で、外骨格を纏い、頭骨は無数のスパイクに装飾されている。体が重く脚も短かったため、速く移動するのは難しかったと考えられており、大型の捕食動物に狙われやすかったと推測されている。ティム・ヘインズとポール・チェンバーズによると、スクトサウルスの重厚な骨格は強靭な筋肉に覆われており、特に頸部が顕著であった。皮下の硬い骨板は鎖帷子のように機能した。また、彼らによると頬骨が大型であるために鳴き声も大きかったとされ、鋭敏な聴覚を利用して音声によるコミュニケーションを行っていた可能性がある。食糧は柔らかい植物であったと推測されている。
パレイアサウルス類は長らく陸棲動物であると考えられてきたが、現生の動物の解剖学的な類似例がないため、彼らの運動の範囲を評価するのは難しい。1987年にIvakhnenkoは深い肩帯が低く位置することと、四肢が短く頑強であること、四肢の関節の軟骨が厚いことから、パレイアサウルス類が水棲あるいは水陸両棲の動物であるという仮説を提唱した。安定同位体分析や足痕の解析を含む後続研究からは、アフリカ大陸とユーラシア大陸の全ての化石記録はスクトサウルスが陸棲の生態であったとして矛盾しないことが報告された。カセア科も同様に幅広の体型で、おそらく同様の移動様式を有していた。両分類群には細く多孔質の長い骨が共通しており、これは現生の潜水型の動物と一致しているが、全体的に重い胴体により潜水は阻害されていたと推測されている。一方で、陸上で同様の重力に耐えられる動物の骨は遥かに厚い長い骨を持つ。2016年には、動物学者のマークス・ランバーツらが、薄い骨と、低地の植物の接触に不利である短い頸部を根拠に、カセア科は主に水棲の動物で、短時間しか上陸しなかった可能性を提唱した。全体として同位体比から得られる情報と解剖学的証拠で食い違いが発生しており、骨の形状は生態よりも体重を反映している可能性もある。
他のパレイアサウルス類と同様に、スクトサウルスは成長初期段階での成長速度が急速であり、周期的な成長インターバルを挟んでいることが示されている。おそらく相対的に短い幼生期の後、個体は完全な大きさの75%に達し、低い成長率でさらに数年成長を続けたと推測される。この成長速度変化は性成熟の始まりを意味する可能性がある。
容積推定を用いた2021年の研究では、スクトサウルスの体重は約1160キログラムで、現生のクロサイやウシと同程度と推定された。

## 古環境

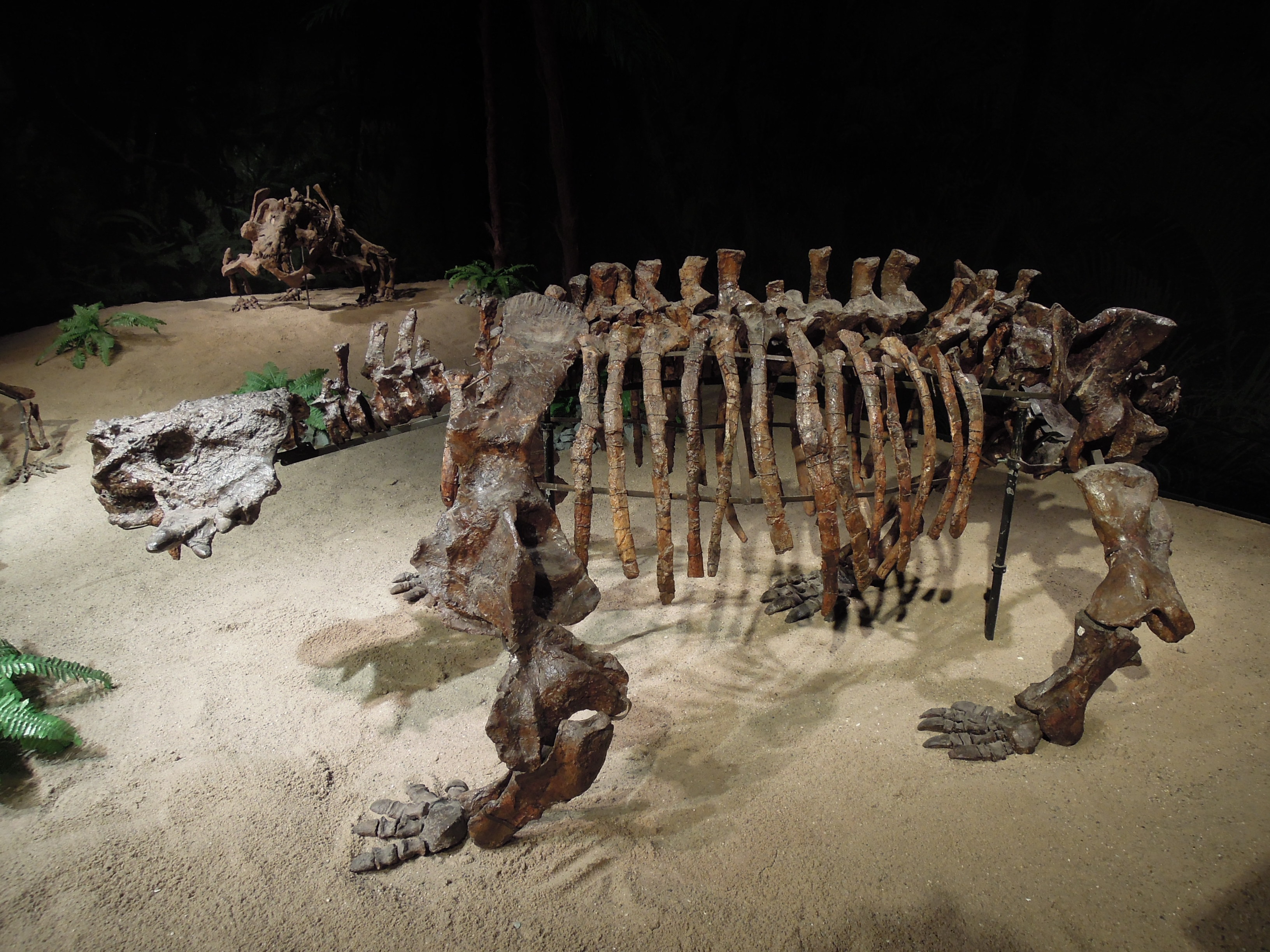
四肢を横に張り出した姿勢のスクトサウルス

スクトサウルスは、浅い水域と乾燥地帯を周期的に繰り返す堆積層である、一様に赤いSalarevskaya累層から産出した。層準の形状や厚さは地層全体で大きく変化しており、それぞれの層が異なる供給源からもたらされた可能性がある。地層の上部で古土壌は徐々に消失し、層厚は数ミリメートル〜数メートルと不規則かつ不連続になり、酸化鉄が還元されて生じたと思われる青色の斑点が見られるようになる。これらの層は炭酸塩岩の層で覆われているが、その厚さは小さな節（knot）程度から最大1メートルまでさまざまである。古土壌や炭酸塩岩には植物の根による穴が開いているが、粘土岩-シルト岩の角礫岩やレンズ状の薄い砂層では保存されていない。この累層は、乾燥した平原が雨季の間に複数回の大規模な洪水で洗い流されて形成されたと説明されるのが一般的であり、恒久的に乾燥した湖 (en) などの痕跡も見られている。
スクトサウルスが生息していた動物相には、パレイアサウルス科や異歯亜目、ゴルゴノプス亜目、テロケファルス類、キノドン類が生息していた。より古い時代の層とは異なり、ディノケファルス類は完全に姿を消している。スクトサウルスはSokolki動物相で確認されており、当該の動物相では前者3つの分類群が主なものになっている。スクトサウルスを除けば、ヴィヴァクソサウルスが唯一確認されている植物食動物である。その代わりに動物食性動物は多く、その中でも最大の属がイノストランケビア（I. latifrons と I. alexandri）である。他のゴルゴノプス亜目の動物にはプラヴォスラヴレヴィアやSauroctonus progressusがいた。他の動物食性動物には、テロケファルス類のAnnatherapsidus petri (en) 、キノドン類のドヴィニア、クロニオスクス科やシームリア形類の両生類（カルピンスキオサウルス、コトラッシア、ドヴィノサウルス）が同定されている。植物では、様々な蘚類や大葉シダ植物、シダ種子類などが堆積している。